# Untendorf
Untendorf ist ein Ortsteil der Landgemeinde Auma-Weidatal im Landkreis Greiz in Thüringen.

## Geografie
Der Weiler liegt nordwestlich hinter Auma und dem Aumaer Wald in östlicher Entfernung von Wüstendittersdorf. Über Ortsverbindungsstraßen haben die Bürger Zugang zu den Bundes- und Landesstraßen um Triptis und Auma. Vom Weiler aus hat man einen schönen Blick über das Orlatal im Triptiser Raum.

## Geschichte
Am 22. August 1311 erfolgte die erste urkundliche Erwähnung des Weilers Untendorf. Am 1. Juli 1950 wurde der Ort nach Auma eingemeindet.
Neuerdings werden im Weiler Häuser gebaut.